# Stężenie (budownictwo)
Stężenie – zapewnia wytrzymałość, stateczność konstrukcji oraz sztywności konstrukcji budowlanej. Stężenie przenosi obciążenia prostopadłe do płaszczyzny obciążeń, co pozwala na współdziałanie szkieletu nośnego w przenoszeniu wytężeń. Oprócz stężeń stałych stosuje się także stężenia tymczasowe, zapewniające stateczność i nośność konstrukcji budowlanej podczas montażu, transportu oraz remontu tejże konstrukcji lub jej składowych. Jako elementy stężające można traktować ściany, stropy, wiązary, tarcze, zastrzały, dźwigary, a także obudowę ścian i dachów; w konstrukcjach stalowych najczęściej występują stężenia prętowe.